# Garth Brooks (musikalbum)
Garth Brooks är titeln på Garth Brooks självbetitlade debutalbum från 1989, som idag är en av de bäst säljande debutalbumen av en countryartist genom tiderna. Plattan innehåller två singlar som toppat Billboardlistan,och två topp 10 singlar.
Plattan släpptes den 12 april 1989 på Capitol Records, och har idag sålt i över 10 000 000 exemplar i USA. Plattan är producerad av Allen Reynolds.

## Låtlistan

### Originalplattan från 1989
1. Not Counting You
2. I've Got A Good Thing Going
3. If Tomorrow Never Comes
4. Everytime That It Rains
5. Alabama Clay
6. Much Too Young (To Feel This Damn Old)
7. Cowboy Bill
8. Nobody Gets Off in This Town
9. I Know One
10. The Dance

### Nyutgåva 1998
1. Not Counting You
2. I've Got A Good Thing Going
3. If Tomorrow Never Comes
4. Uptown Downhome Good Ol' Boy*
5. Everytime That It Rains
6. Alabama Clay
7. Much Too Young (To Feel This Damn Old)
8. Cowboy Bill
9. Nobody Gets Off in This Town
10. I Know One
11. The Dance

* Bonusspår